# Corpi intermedi
Con corpi intermedi si intendono le formazioni sociali che rappresentano e si autorappresentano in particolari settori o luoghi della società civile, ponendosi in posizione "intermedia" tra privato e pubblico.

## Storia
Un'accezione positiva simile fu data da papa Leone XIII con la Rerum Novarum alle corporazioni delle arti e mestieri della cristianità medievale, ricordate come associazioni assistenziali miste aperte alla collaborazione di tutti, e con una proprietà privata stabile ed ereditaria di beni durevoli e di consumo.

Ad esse sono state collegate le gilde anglosassoni, in virtù della loro libera e autonoma iniziativa privata.

## Descrizione
I corpi intermedi si collocano su una linea ideale che parte dal cittadino e arriva alle istituzioni, vale a dire le organizzazioni legittimate a rivendicare gli interessi dei cittadini in nome e per conto delle rispettive comunità. Sono dunque organismi di prossimità al di fuori delle sedi istituzionali, capaci di creare reti in modo autonomo dalla sfera statale, sebbene possano permanere alcune sfumature istituzionali nelle loro attività. I corpi intermedi - agendo da collettori di specifici interessi di cittadini e come organizzazioni rappresentative - hanno un potere d'azione più ampio rispetto a quello dei singoli cittadini.
Dovendosi definire rispetto a cosa si intende la caratteristica dei corpi intermedi, bisogna risalire a vario titolo alla funzione sociale e locale, e se questa sia esclusivamente o meno localizzabile in base alle caratteristiche del territorio, della popolazione e del sistema socioeconomico. Sarà così corpo intermedio tanto l'associazione di consumatori, quanto il comitato di lotta per la casa, gli enti no profit del volontariato e del Terzo Settore, ma anche il sindacato.

Questi ultimi possono sono comunità segnate da un'uguaglianza autoregolata di libertà e diritti, portatori di interessi legittimi (o Stakeholder) e praticanti una funzione sociale, dotati di facoltà di direzione e coordinamento dei propri fattori (capitale e lavoro) ad un fine di interesse collettivo (bene comune).

## Diritto costituzionale
La nozione di "corpo" e di "intermediazione", ed in particolare di "corpo intermedio" non esistono nella Costituzione italiana, fin dalla sua origine. 

La Costituzione protegge il diritto associativo di cittadinanza (art. 49), in particolar modo per quanto riguarda:+
1. le associazioni politiche pubbliche-civili (o partiti, artt. 18 e 19);
2. le associazioni civili-ecclesiastiche a fini religiosi o di culto (artt. 19 e 20).

La Costituzione Democratica riconosce soggettività giuridica ai singoli cittadini e alle loro associazioni, in forza del principio di sussidiarietà (art. 118).Tale concetto va collocato nel panorama più ampio che offre la multilevel governance.